# 무산사
무산사(武山祠)는 대한민국 경상남도 함안군 칠서면에 있는 조선시대의 유명한 유학자인 주세붕 선생의 사당이다.
1976년 4월 15일 경상남도의 유형문화재 제143호 무산사으로 지정되었다가, 2018년 12월 20일 현재의 명칭으로 변경되었다.

## 현지 안내문
무산사는 조선시대의 유명한 유학자인 주세붕(1495∼1544) 선생의 영정과 유품을 모신 곳이다.
선생은 중종 38년(1543)에 백운동 서원을 세워 우리나라 서원의 시초를 이루었으며, 이를 기리기 위하여 숙종 24년(1698)에 선생의 후손이 세웠다. 고종(재위 1863∼1907) 때 흥선대원군에 의해 철폐되었다가 유림들이 다시 세웠으나 한국전쟁으로 불탔다. 현재의 무산서당은 그 후에 세운 것이다.
무산사 내에 있는 무산서당은 앞면 5칸·옆면 2칸의 1층 건물이다. 지붕은 옆모습이 여덟 팔(八)자 모양인 팔작지붕이다. 중앙 2칸의 대청을 사이에 두고 양 옆에 각각 2칸과 1칸의 방을 꾸며 전형적인 서당의 공간구성을 보여주고 있다.
광풍각에는 주세붕 선생의 영정이 모셔져 있고, 장판각에는 『무릉잡고』·『수구집』·『귀봉집』책판 352매가 보관되어 있다.

## 참고 문헌
- 이 문서에는 다음커뮤니케이션(현 카카오)에서 GFDL 또는 CC-SA 라이선스로 배포한 글로벌 세계대백과사전의 내용을 기초로 작성된 글이 포함되어 있습니다.

## 같이 보기
- 함안 무진정 - 경상남도 유형문화재 제158호

## 참고 자료
- 함안 무산사 - 국가유산청 국가유산포털